# IFPI Grecia
International Federation of the Phonographic Industry Greece, en español, Federación Internacional de la Industria Fonográfica de Grecia, o simplemente IFPI Greece (por sus siglas en inglés) es la rama griega de la Federación Internacional de la Industria Fonográfica (IFPI), organismo proveedor de listas de éxitos y de la certificación de ventas discográficas para Grecia. La asociación publica una lista de ventas en formato Top-75, formada por álbumes griegos y extranjeros. Los conteos son publicados por IFPI Grecia y patrocinados por Cyta Hellas. 
El nombre comercial en griego Ένωση Ελλήνων Παραγωγών Ηχογραφημάτων (ΕΕΠΗ) (inglés: Association of Greek Producers of Phonograms AGPP). Aun así, es generalmente publicitado como IFPI Grecia.

## Historia
IFPI Grecia fundó las primeras listas musicales oficiales en Grecia en 1989.  Presentaba dos listas Top 20 de álbumes, uno para repertorio nacional y otro para repertorio extranjero. Los derechos de transmisión de las listas fueron adquiridos por la radio ANT1 . Antes de su implementación, varias revistas publicaban conteos poco confiables que carecían de credibilidad y autoridad sobre el monitoreo de ventas.  En mayo de 1991, las listas se interrumpieron después de que se descubrió que eran fácilmente manipulables. Los ejecutivos culparon a los artistas que se hicieron más populares al comprar cientos de copias de sus propios álbumes en un intento de ganar más poder de negociación para espectáculos y apariciones.  También se mencionó la gran cantidad de pequeñas tiendas que carecían de datos detallados de ventas requeridos como base para un sistema de seguimiento preciso. En respuesta a la suspensión, Viko Antypas, director gerente de PolyGram Grecia, se refirió a las listas como "un experimento fallido".  
Al darse cuenta de la importancia de tener listas de seguimiento nacional, que "ayudaran a que la industria de la música griega volviera a la vista del público", IFPI buscó emplear un sistema en el cual los álbumes se rastrearían según las ventas reales al público, en lugar de las registradas a los minoristas, como era practicado anteriormente. Se planeó la utilización de este sistema fuera operativo para principios de 1992,  sin embargo, nunca se materializó una revisión completa del método utilizado y los conteos futuros se basaron una vez más en los envíos, esta vez con cifras ajustadas a través del muestreo de inventarios de tiendas de discos para formar una estimación de las ventas reales al consumidor. 
En marzo de 2009, IFPI Grecia anunció cerrarían sus listas y conteos durante un periodo de tiempo para renovar el sistema que ya tenía unos años. Se plantearía un cambio de ventas al por mayor (fabricante a minorista) a punto de venta (minorista a consumidor), así como la integración de descargas digitales legales. La implementación de un método de seguimiento en el punto de venta buscaba resolver el antiguo problema del seguimiento preciso de las ventas al consumidor, un problema pendiente identificado desde 1991 con la primera interrupción de las listas oficialices. La inclusión de descargas digitales también impulsará la reactivación de la lista de sencillos, ya que la disminución en las ventas y lanzamientos de este formato ha llevado a la interrupción de la lista de sencillos físicos en CD. El sistema informático Nielsen Soundscan se encarga del monitoreo de descargas digitales vendidas en Grecia, que se compila en una tabla actualmente publicada en la sección de listas internacionales de la revista Billboard . 
En enero de 2010, IFPI Grecia anunció que comenzarían a proporcionar nuevamente la lista de los 50 mejores álbumes extranjeros en su sitio web, aunque el sistema reformado no es funcional. Por lo tanto, la tabla de los 50 álbumes extranjeros principales sigue utilizando el antiguo sistema, mientras que es la única lista proporcionada actualmente. IFPI presentó su nuevos conteos a principios de octubre de 2010. La lista, Top 75 Combined Repertoire, es ahora el único gráfico de IFPI Grecia y enumera los 75 mejores álbumes nacionales y extranjeros en el país. 

### Listas actuales

#### Top 75Combined Repertoire
Es la lista oficial de álbumes de Grecia. Debutó en octubre de 2010, reemplazando y combinando las listas anteriores de álbumes en griego y extranjeros. 

#### Top 200 Airplay chart
En 2011, IFPI Grecia se asoció con un nuevo servicio de monitoreo de radio llamado MediaInspector (www.mediainspector.gr) para proporcionar una lista oficial de reproducción vía airplay. La compañía monitorea más de 450 estaciones de radio en Grecia, y compila un Top 200 airplay, disponible al público en www.airplaychart.gr.

### Listas anteriores
Top 50 Greek Albums
la lista de los 50 mejores álbumes de Grecia (Top 50 Ελληνικών Aλμπουμ) fue la lista oficial de álbumes de Grecia para el repertorio en griego. Las ventas de repertorio nacional son más altas en Grecia en comparación con otras naciones que forman parte del IFPI, superando en número las ventas de repertorio extranjero. Este conteo se suspendió en marzo de 2009 y se reemplazó el Top 75 Combined Repertoires .
Top 50 Foreign Albums
La lista de los 50 mejores álbumes extranjeros (Top 50 Ξένων Aλμπουμ) fue la lista de ventas oficial para Grecia para el repertorio extranjero. La tabla se suspendió en marzo de 2009 y fue remplazada por el Top 75 Combined Repertoires.

## Niveles de certificación

#### Publicaciones domésticas
| Año              | Oro    | Platino |
| ---------------- | ------ | ------- |
| Hasta 1990       | 50 000 | 100 000 |
| 1990–1997        | 30 000 | 60 000  |
| 1997–09/2002     | 25 000 | 50 000  |
| 09/2002–09/2006  | 20 000 | 40 000  |
| 09/2006–07/2008  | 15 000 | 30 000  |
| 07/2008–presente | 6.000  | 12 000  |

#### Publicaciones extranjeras
| Año              | Oro    | Platino |
| ---------------- | ------ | ------- |
| 1997–09/2002     | 15 000 | 30 000  |
| 09/2002–09/2006  | 10 000 | 20 000  |
| 09/2006–06/2007  | 7.500  | 15 000  |
| 06/2007–07/2008  | 5.000  | 10 000  |
| 07/2008–presente | 3.000  | 6.000   |

Antes de 1997, los umbrales de ventas para el extranjero eran los mismos que los nacionales. 

#### DVD
- Oro: 3.000
- Platino: 6.000[11]

Antes de julio de 2008, los umbrales eran de 5,000 y 10,000 copias, respectivamente. 

#### Sencillos
(actualmente inactivo) 
- Oro: 3.000
- Platino: 6.000[11]

Antes de junio de 2007, los umbrales eran de 7.500 y 15 000 copias, respectivamente.

## Lista de Chipre
La industria de la música de Chipre es muy parecida a la griega. Prácticamente todos los lanzamientos de música griega y la mayoría de los extranjeros son provistos por las compañías discográficas en Grecia. Las certificaciones para la venta de álbumes en Chipre son diferentes a las de Grecia, con certificaciones de álbumes: oro de 3,000 copias y platino con ventas de 6,000. Para sencillos / DVD 1,500 oro y 3,000 para platino)

## Infracción de derechos de autor
La violación de los derechos de autor no es un fenómeno nuevo en mercado musical de Grecia. A principios de la década de 1980, la reproducción de casetes en hogares y tiendas representaba ocho de cada diez en el mercado, sin embargo, a principios de la década de 1990, ese número disminuyó a dos de cada diez como resultado de las campañas de sensibilización pública y el enjuiciamiento de productores clave.
La agencia France-Presse señaló que "la piratería de CD y DVD está masivamente extendida en Grecia, y muchos griegos prefieren comprar discos de vendedores ambulantes en lugar de tiendas con licencia, que consideran demasiado caros". En su informe de julio de 2006, la IFPI descubrió que Grecia, junto con Italia y España, tenían tasas de infracción de derechos de autor alarmantemente altas en comparación con otros Estados miembros de la UE. Se identificó que la piratería representaba el 50% de todas las ventas de música en Grecia y la IFPI culpó a "un sistema judicial excesivo y la actuación policial ineficaz estaba obstaculizando la lucha contra la piratería". Además, el IFPI calcula una pérdida de ganancias de aproximadamente 150 millones de euros por año a partir de 2006.  En 2008, el periódico Kathimerini señaló que se cree que las ventas de contrabando le costaron a Grecia casi mil millones de euros en impuestos perdidos durante un período de nueve años.
 

Otra de las consecuencias de la piratería masiva en Grecia es el marcado deterioro en los umbrales de certificación de ventas de IFPI Grecia. En una conferencia celebrada en Atenas en 2005, el presidente y CEO de IFPI John Kennedy declaró: 
 "Junto con España, Grecia es el país con mayores problemas de piratería de Europa occidental. Se suma a países como Estonia, República Checa y Eslovaquia, todos con niveles de piratería superiores al 45%. De hecho, con una tasa de piratería de alrededor del 50%, Grecia es uno de los pocos países de Europa occidental donde las copias ilegales de música casi superan en número a las ventas legales ".  
 Una de las mayores caídas se produjo en la cantidad de ventas establecidas para certificaciones. En septiembre de 2008 la certificaciones para el repertorio griego se redujeron de 30 000 a 12 000 unidades para platino, y de 15 000 a 6 000 unidades para oro, representado una disminución del 60%.Como resultado, Grecia es uno de los países de la UE que registra los más bajos índices de ventas y certificaciones musicales.
Luego de la crisis de la deuda griega, se ha extendido la tendencia en los artistas de publicar sus álbumes como suplementos adjuntos en periódicos nacionales griegos, generalmente Real News . Esto facilita un retorno garantizado para las compañías discográficas y los artistas ante las bajas ventas legales. Los álbumes distribuidos de esta manera no son elegibles para la certificación de IFPI Grecia, por lo que la mayoría los lanza por separado para aumentar las ventas y posiblemente para obtener la certificación si obtienen suficientes ventas.

### Campañas contra la piratería
IFPI Grecia realiza campañas contra la violación de los derechos de autor con la ayuda de la industria discográfica. A partir de 2002, Durante los primeros "Arion Music Awards" anuales de IFPI Grecia, lanzó la campaña "Piracy Kills Music" (la piratería mata a la música), destinada a crear conciencia entre los consumidores. Los logotipos de la campaña aparecerían en casi todos los lanzamientos de álbumes, insertados en transmisiones de vídeos musicales, y los anuncios de servicio público se diseñaron como anuncios de revistas y periódicos. El eslogan también se escuchó regularmente en spots de radio de las principales estaciones del país. 
Entre 2002 y 2004, el eslogan apareció en un logotipo con la impresión de una mano abierta impresa, de color rojo. En 2005, el logotipo se actualizó con una mano recta de color rojo estilizada de manera diferente que contenía un disco negro en la palma de la mano, con el lema "Piracy Kills Music" como epígrafe. En 2007, IFPI Grecia cambió su eslogan a "Let Music Live" (deja que la música viva), que aparecería como un título de una nota musical colorida. Esta táctica de imprimir discos compactos y vídeos musicales parece estar desvaneciéndose, ya que menos sellos han optado por continuar esta práctica desde 2009.

## Ceremonias de premiación

### Arion Music Awards (2002–2007)
Los Arion Music Awards fueron los premios oficiales de la industria organizados por IFPI Grecia. Los premios llevan el nombre del poeta griego antiguo Arion como una expresión de la diversidad en la música griega. Su primera gala se realizó en 2002 tras la interrupción de los "Pop Corn Music Awards", que fueron organizados por la difunta revista griega "Pop Corn" desde principios de la década de 1990 hasta 2001. Los Arions fueron transmitidos por Mega Channel en sus primeros cinco años antes de pasar al canal ANT1. En los primeros años, los premios fueron elogiados por la industria y los espectadores por igual, ayudando a difundir al público la industria detrás de la música y creando conciencia sobre los problemas con la piratería y falsificación de discos. También equilibraron efectivamente la mayoría de los géneros presentes en el mercado local. Los premios se han suspendido desde 2007 por varias razones, que van desde la caída de índices de audiencia en televisión, la baja asistencia de artistas y una crisis general en las discográficas griegas atribuidas a la caída de las ventas y piratería. MAD Video Music Awards presentado por la estación de televisión musical MAD TV, que principalmente premia videos musicales, es actualmente el único premio de música convencional en Grecia.

### World Music Awards
Los World Music Awards son una ceremonia anual de premios internacionales que desde 1989 rinde homenaje a músicos de todo el mundo según las cifras de ventas globales proporcionadas por el IFPI. Como el IFPI tiene un rol operativo importante en Grecia, califica para sus premios regionales en la categoría de artistas más vendidos. Los premios regionales, como muchos de sus otros premios, no se otorgan de manera anual necesariamente, sino solo cuando se cree que un artista ha vendido un número extraordinario de discos para su país. "Artista griego más vendido del mundo" es, por lo tanto, el título otorgado a los artistas griegos, y hasta la fecha ha sido galardonado dos veces desde 2002. 
El primer premio fue otorgado en 2002 a kaulogell por su álbum Gia, que alcanzó el estatus de 5x platino, seguido por Yiannis Kotsiras en 2003 por su álbum Live . 